# Erik Skov Pedersen
Erik Skov Pedersen er en dansk spindoktor, forretningsmand og direktør. Var i 1980/90 ansat hos det Konservative Folkeparti som pressechef for Finansminister Henning Dyremose og senere for det Konservative Folkeparti. I 1988 blev han Christiansborgs første og meget anerkendte spindoktor. 
Afsløringerne af Skov Pedersens økonomiske dispositioner og kriminalitet førte til at hans ægtefælle, Henriette Kjær, stoppede som minister og senere trak sig som politiker.

## Baggrund
Erik Skov Pedersen er søn af speciallæge i almen medicin Yvonne Gerda Pedersen.
Den 12. februar 2011 afslørede BT, at Erik Skov Pedersen ikke havde en uddannelse som cand.polit., som han ellers havde påstået gennem 20 år.
Skov Pedersen har boet sammen med Henriette Kjær i 14 år (per 2011).
Sammen har de to sønner født i 1996 og 1999.
Ifølge BT's oplysninger fra sidst i januar 2011 er Pedersen og Kjær ikke gift.
Tidligere har medierne dog omtalt dem som værende gift.

## Politisk virke
Pedersen var i 1991 pressemedarbejder for finansminister Henning Dyremose, da det blev opdaget, at Pedersen havde brugt ministeriets papirer i forbindelse med et personligt lån.
Omkring 1994 sad Pedersen sammen med Hans Engell og partiets generalsekretær Peter Sterup med den centrale magt i Det Konservative Folkeparti. 
De tre blev omtalt med øgenavnet "de tre tenorer".
I 1997 var han tvunget til at forlade arbejdet i Folketinget i forbindelse med Hans Engells afgang som partiformand, grundet misbrug af partiets kreditkort og personlig involvering i de intriger, der førte til det efterfølgende formandsopgør i slutningen af 1990'erne.  
Pedersen skal være forlæg til en af figurerne i romanen Kongekabale: spindoktoren Peder Schou.
I filmen fra 2004 baseret på romanen spiller skuespilleren Lars Mikkelsen denne rolle.

## Firmaer
Skov Pedersen stiftede kommunikationsvirksomheden Cobrus sammen med Jens Heimburger. 
I 2000 viste det sig, at Skov Pedersen ulovligt havde trukket penge ud af firmaet.
En anden spindoktor, Michael Kristiansen, var et år partner i Cobrus.
Derefter stiftede Skov Pedersen sit eget firma, kommunikationsbureauet Mediakoncept, som gik konkurs i 2002.
Senere oprettede Skov Pedersen firmaet StrategiKompagniet sammen med den senere viceborgmester i Lyngby-Taarbæk Kommune Simon Pihl Sørensen og den tredje medejer tidligere folketingsmedlem for de konservative, Niels Ahlmann-Ohlsen. 
Da en ansat ikke havde fået løn siden juli 2004, indgav den ansattes fagforening, Dansk Magisterforening, den 11. februar 2005 en konkursbegæring mod StrategiKompagniet.
Ledernes Hovedorganisation, fagforeningen for en anden ansat, var også involveret i kravet. 
Forinden havde firmaet i januar 2005 indgået en tvangsakkord, som det dog misligholdt. 
Firmaet havde da påstået, at det havde fået lovning på økonomisk hjælp fra fem bidragydere.
Firmaet og dets advokat ville ikke oplyse identiteten på bidragyderene, 
men Business.dk's kilder oplyste, at den ene af de fem var udlandsdanskeren Ole Abildgaard, der havde stået bag den krakkede bank Samson Bank.
Fagforeningernes samlede krav mod StrategiKompagniet var på 413.000 kroner, og i alt skyldte firmaet 4,3 millioner kroner.

## Skandalerne
I 2005 kom det frem, at Erik Skov Pedersen og Henriette Kjær flere gange var blevet dømt som dårlige betalere. Sagen kostede Kjærs ministerpost som familie- og forbrugerminister.
I 2011 blev parret igen involveret i sager omkring manglende betaling og anklager om dokumentfalsk i forbindelse med gældsbreve optaget med Skov Pedersens mor som kautionist.
Eriks Skovs mor valgte at politianmelde sin søn og svigerdatter i forbindelse med sagen,
som efterfølgende blev afvist af politiet grundet forældelse. Efter 14 dages mediestorm meddelte Henriette Kjær den 26. januar, at hun ville forlade Folketinget ved det efterfølgende folketingsvalg og øjeblikkeligt ville trække sig fra sine poster som politisk ordfører og gruppeformand for den konservative folketingsgruppe.
11. februar 2011 blev Erik Skov sigtet for dokumentfalsk og bedrageri til 6,1 millioner kroner, hvoraf han erkendte sig skyldig for så vidt angår kr. 2,4 millioner og varetægtsfængslet frem til den 25. februar 2011. Den 9. maj 2011 blev Erik Skov idømt tre års ubetinget fængsel, og udbad sig betænkningstid med hensyn til at anke dommen.
Østre Landsret stadfæstede dommen i januar 2012.
I 2012 modtog en af kreditorene, KJ Ejendomsinvest, en insolvenserklæring fra Erik Skov Pedersen uden at de havde fået deres milliontab dækket.
Mens Skov Pedersen var indsat i Horserød Statsfængsel blev han sammen med selskabstømmeren Bjørn Stiedl anmeldt for bestikkelse, dokumentfalsk og overtrædelse af forbuddet mod at stifte selskaber.
I december 2013 blev Skov Pedersen overflyttet til Vridsløselille Statsfængsel.
I fængslet havde Skov Pedersen og Stiedl haft adgang til computere med Internet.
Sagen fik Kriminalforsorgen til at ændre proceduren omkring fængsledes adgang til Internettet, og folketingspolitikere til at kommentere misbrug af Internetadgang.